# Miconia oinochrophylla
Miconia oinochrophylla är en tvåhjärtbladig växtart som beskrevs av John Donnell Smith. Miconia oinochrophylla ingår i släktet Miconia och familjen Melastomataceae.
Artens utbredningsområde är Guatemala. Inga underarter finns listade i Catalogue of Life.